# Route 108 (Ontario)
Pour les articles homonymes, voir Route 108.
La route 108 est une route provinciale de l'Ontario, située dans le centre de la province. Elle relie la Route 17 à Elliot Lake, entre Sudbury et Sault Ste. Marie. Elle est longue de 42 kilomètres.

## Description du Tracé
La 108 débute sur la Route 17, à Serpent River, puis elle se dirige vers le nord pendant une quinzaine de kilomètres en possédant de nombreuses courbes. Elle passe ensuite tout près du lac Depot avant de passer près de l'aéroport de Elliot Lake. Elle fait justement son entrée dans la ville 5 kilomètres au nord-ouest.
 La route 108 suit la limite nord de la ville d'Elliot Lake, croisant toutefois de nombreuses rues menant vers les quartiers résidentiels de la ville.
En sortant de la ville, elle continue de se diriger vers le nord pendant une dizaine de kilomètres jusqu'à son intersection avec la Quirke 1 Mine Rd., où elle se change en Route 639 en direction du parc provincial Mississagi. 